# Сьвежна
Сьвежна (пол. Świerzna, нім. Schwierse) — село в Польщі, у гміні Олесниця Олесницького повіту Нижньосілезького воєводства.
Населення — 254 особи (2011).
У 1975-1998 роках село належало до Вроцлавського воєводства.

## Демографія
Демографічна структура станом на 31 березня 2011 року:
|          | Загалом | Допрацездатний вік | Працездатний вік | Постпрацездатний вік |
| -------- | ------- | ------------------ | ---------------- | -------------------- |
| Чоловіки | 136     | 40                 | 87               | 9                    |
| Жінки    | 118     | 19                 | 82               | 17                   |
| Разом    | 254     | 59                 | 169              | 26                   |